# Guardea
Guardea – miejscowość i gmina we Włoszech, w regionie Umbria, w prowincji Terni.
Według danych na rok 2004 gminę zamieszkiwało 1795 osób, 46 os./km².

## Miasta partnerskie
- Champignelles